# Hemmental
Hemmental és un antic municipi del de cantó de Schaffhausen, a Suïssa, que el dia 1 de gener de 2009 va passar a dependre de Schaffhausen. És el poble natal de l'artista Peter Heinzer.